# JazzFestBrno
JazzFestBrno je mezinárodní jazzový festival pořádaný od roku 2002 na různých místech v Brně. Založili jej ještě v době studií na JAMU Vlastimil Trllo, Vilém Spilka a Jakub Rejlek.

## O festivalu
Od svého vzniku se vypracoval až na pozici nejvýznamnější jazzové přehlídky v České republice, kterou každoročně navštěvuje přes 10 000 diváků. Festival mapuje současný stav žánru jazzu a představuje nejen hlavní proud, ale i moderní trendy.
Ve svém programu nabízí jazzové světové hvězdy a mnohonásobné držitele prestižních uměleckých ocenění včetně cen Grammy. Na festivalu vystoupili například Chick Corea, Pat Metheny, Herbie Hancock, Wayne Shorter, Bobby McFerrin, Jazz at Lincoln Center Orchestra s Wyntonem Marsalisem, Dianne Reeves, John Scofield, John McLaughlin, Gregory Porter, Diana Krall, Richard Bona nebo Brad Mehldau.
Řada interpretů navštívila Českou republiku poprvé právě díky festivalu JazzFestBrno, například duo Chick Corea – Bobby McFerrin, Janis Siegel, Take 6, Dianne Schuur, Alan Broadbent, Ben Williams, Fred Hersch, Nnenna Freelon, Jacky Terrasson, Dave Douglas, Boris Kozlov, Kurt Rosenwinkel, Tigran Hamasyan a další.
Festival iniciuje také speciální projekty, v nedávné minulosti například Avishai Cohen Symphonic, Richard Galliano a Filharmonie Brno či Dan Bárta a Filharmonie Brno.
Posláním festivalu JazzFestBrno je hledání výjimečné hudby a přinášení jedinečných koncertních zážitků. Festival JazzFestBrno představuje jazz coby živoucí žánr, který obohacuje, kultivuje a inspiruje naše životy.

### Formát festivalu
Festival vyrostl z třídenního kompaktního formátu do podoby, kdy se koná prakticky celé jaro. Program obsahuje obvykle okolo 15 koncertních večerů, z nichž je většina pojata formou dvojkoncertů. Od roku 2014 pořádá JazzFestBrno také podzimní koncert či koncerty v rámci série Echoes of JazzFestBrno.

### Další aktivity festivalu JazzFestBrno
Festival JazzFestBrno se zapojuje do kulturního dění i spolupořádáním dalších akcí a rozrůstajícím se doprovodným programem. JazzFestBrno spolupořádá od roku 2014 abonentní sérii Jazz & World Music s Filharmonií Brno, od roku 2016 akci Jazzové nádvoří, na níž společně vystupují studenti JAMU a HAMU a v roce 2018 zorganizoval soutěž mladých kapel z České republiky a Rakouska Central European Jazz Competition. Doprovodný program festivalu kromě tradičních jam session obsahuje od roku 2019 sérii JazzFestBrno on the Road s koncerty v dalších městech Jihomoravského kraje, workshopy pro děti JazzFestBrno dětem a sérii Tension představující umělce pohybující se na pomezí jazzu a elektronické hudby. Někteří ze zahraničních umělců pořádají v rámci festivalu také workshopy pro studenty a širokou veřejnost. V roce 2020 festival začal natáčet koncertní záznamy ve spolupráci s Českou televizí, série dostala název JazzFestBrno on Screen. V roce 2021 do seznamu festivalových aktivit přibyly další tři stálé položky. JazzFestBrno pod širákem je jazzovou party na Moravském náměstí s domácími talenty a zahraničním headlinerem. Jazz Showcase představuje odbornému publiku z celé Evropy to nejlepší nejen z domácí scény. Vydavatelství Bivak Records produkuje jak studiové nahrávky, tak zvukové záznamy koncertů českých jazzmanů i kapel s mezinárodním obsazením.

## Historie

### 2002
Festival se etabluje pomocí trumfového esa. Nejsvětlejším okamžikem úvodního ročníku je totiž vystoupení zpěvačky Dianne Schuur, která si brněnské publikum získává během úvodní skladby. Nový třídenní festival přinesl i další zážitky ve formě vystoupení Petera Lipy, Janusze Muniaka, Luboše Andršta nebo Miriam Bayle a zahájil sérii jamsession místních hudebníků s festivalovými interprety. Formát festivalu předznamenal jeho dnešní převažující podobu, tedy dvojkoncerty s případnou jamsession po jejich skončení. Úvodní ročník navštívilo více než tisíc posluchačů.[zdroj?]

### 2003
Úspěch úvodního ročníku umožnil rozvoj festivalu po stránce organizační i programové. Hlavní večer ozdobila americká zpěvačka Nnenna Freelon a své umění předvedl americký saxofonista Arthur Blythe (oba v české premiéře). Ve čtyřech festivalových dnech dostali příležitost i domácí tvůrci včetně kontrabasisty a skladatele Jaromíra Honzáka. Rovněž počet zúčastněných zemí se zvýšil s důrazem na středoevropský prostor, který reprezentovalo například polské vokální kvarteto Sound Office. Festival také inicioval a sestavil vlastní kapelu JazzFest Superband a premiéroval ji v klubu Fléda.[zdroj?]

### 2004
Formát se rozšířil na pět večerů, všechny už proběhly ve formě kompaktního večerního dvojkoncertu. Průlomovým koncertem bylo pro pořadatele vystoupení americké vokální skupiny Take 6, jež do Česka dorazila v historii vůbec poprvé. Festival rovněž ozdobil kytarista John Scofield s projektem Überjam či duo Alan Broadbent – Gary Foster. Evropskou vlajku nesla především polská zpěvačka Anna Maria Jopek, která vystoupila jako předskokanka Take 6 v Janáčkově divadle. Festivalovou premiéru si odbyl i pražský kytarista David Dorůžka. Došlo i na jam session Johna Scofielda s lokálními muzikanty po koncertě kapely Überjam.[zdroj?]

### 2005
Festivalové koncerty byly doplněny vzdělávacími workshopy. Program nabídl klavíristu Jackyho Terrassona, zazpívala členka Manhattan Transfer Janis Siegel, zahrálo duo virtuózních rakouských bratrů Muthspielů, americký kytarista Ron Affif v triu s Jurajem Griglákem a Martinem Valihorou, trombonistka Sarah Morrow, saxofonista Henryk Miskiewicz a celá řada domácích i slovenských souborů v čele s Československým bigbandem Matúše Jakabčice. Workshopy na Janáčkově akademii múzických umění vedli kytarista Ron Affif a klavírista Alan Pasqua.[zdroj?]

### 2006
Festival se dočkal nového designu od grafika Skákaly. Poprvé přijel do Česka americký kytarista Kurt Rosenwinkel s tenorsaxofonistou Markem Turnerem a bubeníkem Jeffem Ballardem. Publiku se představil také izraelský basista Avishai Cohen. Na hudební scéně Městského divadla Brno zazpívala Francouzka Anne Ducros, electro-jazz přivezli rovněž francouzští Wise, slávu poválečného jazzu oživil Scott Hamilton a v pozitivním světle se opět představily i početné domácí soubory v čele s bigbandem Milana Svobody či vokální skupinou 4TET. Masterclass Kurta Rosenwinkela nechala nahlédnout do tajů improvizace. Rosenwinkel se zapsal i jam session do ranních hodin.[zdroj?]

### 2007
Line-upu šestého ročníku vévodil mnohonásobný držitel ceny Grammy Eddie Palmieri se svými Afro-Caribbean All Stars. Baskytarista Victor Bailey přivezl svoji kapelu s bubenickou legendou Lennym Whitem, zahrál také francouzský kytarista Sylvain Luc, trumpetista a skladatel Dave Douglas představil projekt Keystone, který živě doprovázel němé filmy z počátku 20. století. Hlavní festivalový večer v Janáčkově divadle zahájil zpěvák Dan Bárta za asistence tria Roberta Balzara. Basistický workshop vedl Victor Bailey na Janáčkově akademii múzických umění.[zdroj?]

### 2008
Novinkou sedmého ročníku bylo vedle rozšíření formátu na jedenáct dní také zahájení série „Ruský jazz“ ve spolupráci s projektem Ruská kultura v ČR. Historicky prvním interpretem se stal ruský jazzman, saxofonista, lídr a promotér Igor Butman. Zahrál hned dvakrát, s pro něj speciálně sestaveným kvartetem i bigbandem Gustava Broma. Příležitost dostaly i další evropské projekty v čele s polskou zpěvačkou Agou Zaryan, původem brněnským kytaristou Romanem Pokorným či nové sestavy kapely Vertigo s hostující Dorotou Barovou. Vrcholem ročníku bylo vystoupení brazilské zpěvačky a pianistky Eliane Elias v triu s Marcem Johnsonem a Adamem Nussbaumem.[zdroj?]

### 2009
Osmému ročníku opět dominovaly americké kapely v čele s kvartetem zpěvačky Karrin Allyson, jež společně s Peterem Lipou potěšila posluchače v nabitém Bobycentru. Allyson vystoupila v ČR vůbec poprvé. Jazzrockovou fusion zahrál bubeník Lenny White s přispěním klavíristy George Colligana. V mezinárodních projektech se představil americký saxofonista Chris Cheek, švédský kytarista Ulf Wakenius či trumpetista Alex Sipiagin v rámci druhého pokračování „Ruské série“. Bubenický workshop na Janáčkově akademii múzických umění vedl Lenny White.[zdroj?]

### 2010
Deváté pokračování JazzFestu nabídlo příležitost zažít show klavíristy, skladatele a producenta George Dukea na hudební scéně Městského divadla Brno. Vystoupilo trio klavíristy Jeana-Michela Pilca s Borisem Kozlovem na kontrabas a Billym Hartem na bicí. Podruhé do Brna zavítali kytaristé John Scofield a Kurt Rosenwinkel. Českou scénu reprezentoval například klavírista Vojtěch Procházka. Historicky první vlastní sólový koncert odehrál varhaník Ondřej Pivec, pozdější držitel ceny Grammy usazený v New Yorku. Norští Motif zase předvedli, jak má vypadat zábavný free jazz.

### 2011
Jubilejní desátý ročník překonal očekávání především vysokou návštěvností. Hlavní gratulant, hlasový čaroděj Bobby McFerrin, vyprodal hned dvakrát sportovní halu Vodova. McFerrin vystoupil v předvečer standardního formátu festivalu, jež přinesl vystoupení kapely amerického kytaristy Mikea Sterna s Davem Wecklem, tria bubeníka Dana Weisse, avantgardní jazz v podání Michaela Formaneka či koncert zpěvačky Carly Cook.[zdroj?]

### 2012
Čerstvý vítr do festivalové prezentace vnesl festivalový magazín Jazzman, jenž se osvědčuje jako čtivý a praktický protiklad nezáživným tradičním katalogům. Nabízí nejen obvyklé informace ke kapelám, ale i exkluzivní rozhovory, tematické články a ankety. První číslo mělo věru o čem informovat, neboť festivalový program nabídl saxofonistu Donnyho McCaslina (s kapelou, s níž o pár let později natočil svoje album Black Star David Bowie), bubeníka a kytaristu Briana Bladea, kytaristu Jonathana Kreisberga, klavíristy Vijaye Iyera a Tigrana Hamasyana, basistu a zpěváka Avishaie Cohena nebo nový projekt Unity Band kytaristy Pata Methenyho. Jedenáctý ročník byl posledním v kompaktním formátu po sobě jdoucích koncertů.[zdroj?]

### 2013
Vystoupení klavíristy Chicka Corey bylo vyprodáno. Corea navíc představil zbrusu nový projekt The Vigil, který nabídl mix subžánrů, v nichž mnohonásobný držitel Grammy vyniká. Návštěvníkům festivalu se dostalo množství dalších zážitků prostřednictvím klavíristů Craiga Taborna a Shaie Maestra, bubeníka Omara Hakima, kytaristy Reze Abbasiho, saxofonistů Rudreshe Mahanthappy a Willa Vinsona i zpěváků Dana Bárta a Roberty Gambarini. Formát festivalu se rozprostřel do celého měsíce dubna s koncerty největších hvězd i mimo hlavní formát.[zdroj?]

### 2014
Reakcí na zájem o vystoupení amerického zpěváka Gregoryho Portera byl přesun koncertu ze Sono Centra do Bobycentra. Další program přinesl brněnskou premiéru tria klavíristy Brada Mehldaua, vystoupení libanonského trumpetisty Ibrahima Maaloufa. Excentrický bubeník Chris Dave nabídl „živou“ verzi hiphoperské mixtape a následující den i workshop pro širokou veřejnost. Trio Bernstein-Goldings-Stewart vrátilo posluchače ke kořenům moderního jazzu.[zdroj?]

### 2015
Premiéry jsou chloubou každého festivalu a rok 2015 na ně byl v případě JazzFestu Brno bohatý. Českou maiden voyage si odbylo duo Chick Corea a Bobby McFerrin, americký pianista Fred Hersch a basista Ben Williams. Zmíněné premiéry doplnila vystoupení pianistů Craiga Taborna a Shaie Maestra i první moravské koncerty Dianne Reeves, Kevina Mahoganyho nebo Geralda Claytona.[zdroj?]

### 2016
Podzimní koncerty konané od roku 2014 dostaly název Echoes of JazzFestBrno a definitivně se staly pevnou součástí festivalu. V roce 2016 podzimní minisérie představila nový projekt Johna Scofielda Country for Old Men a v brněnských premiérách oudistu Dhafera Youssefa a akordeonistu Richarda Galliana v symbióze s Filharmonií Brno. Tradiční jarní jádro festivalu nabídlo zážitky zejména na koncertech kapel Wyntona Marsalise, saxofonisty Waynea Shortera, zpěváka Gregoryho Portera, klávesisty Roberta Glaspera, trumpetisty Tomasze Stanka a klavíristy Yarona Hermana v duu s bubeníkem Zivem Ravitzem.[zdroj?]

### 2017
Po šestnácti letech festival premiérově zavítal do svého času největšího tradičního koncertního prostoru v Brně – DRFG Areny, kde koncertovala klavíristka a zpěvačka Diana Krall. V rámci speciálního podzimního koncertu představila repertoár ze své desky Turn Up The Quiet. Na jarní části JazzFestu Brno vystoupili Chick Corea Trio s Brianem Bladem a Eddiem Gomezem, fenomenální bubeník Steve Gadd, basista a zpěvák Richard Bona či saxofonisté Chris Potter a Joe Lovano. V crossoverovém projektu s brněnskou filharmonií vystoupilo trio Roberta Balzara a Dan Bárta. Českou scénu zastoupili mimo jiné David Dorůžka a kvarteto Luboše Soukupa s hostujícím kytaristou Lionelem Louekem.[zdroj?]

### 2018
Zahajovací i závěrečný koncert patřily big bandům, v prvním případě pod vedením Wyntona Marsalise, v tom druhém Grammy ověnčenému ansámblu Christiana McBridea. Komorní atmosféru nabídly sólové recitály Brada Mehldaua a Kennyho Barrona v Besedním domě. Do jak pestrých odstínů může jazz rozkvést dokumentovali mimo jiné Omar Hakim, Kurt Rosenwinkel, Avishai Cohen, Donny McCaslin, Doug Hammond a z českých zástupců legendární Miroslav Vitouš anebo Jiří Slavík se svým folklórním projektem Mateřština. Festival také poprvé uspořádal filmový večer, když v české premiéře promítal režisérskou verzi filmu Miroslav Vitouš – jazzová legenda.

### 2019
Mezi největší hvězdy ročníku 2019 patřili John McLaughlin, Dianne Reeves, Branford Marsalis, Stanley Clarke, Billy Cobham, britská kapela GoGo Penguin či Hiromi, která se představila v rámci podzimní série Echoes of JazzFestBrno. Zahráli také trumpetista Avishai Cohen nebo kytarista Julian Lage. Český jazz reprezentovaly mimo jiné legendární uskupení Contraband Jazz Orchestra a Luboš Andršt Blues Band. Doprovodný program rozšířily hned tři akce: koncertní řada Tension zaměřující se na přesahy jazzu do elektronické hudby, série JazzFestBrno on the Road s trojicí koncertů v dalších městech Jihomoravského kraje a v neposlední řadě JazzFestBrno dětem – den plný workshopů s podtitulem „Hrajeme hudbu bez not“ pro děti nejrůznějšího věku pod vedením osobností české hudební scény, jakými jsou Beata Hlavenková, Jiří Slavík, Marián Friedl či Dano Šoltis.[zdroj?]

### 2020
Jen tři dny před termínem vyprodaného zahajovacího koncertu v podobě brněnské premiéry Joshuy Redmana přišla nekompromisní zpráva – z důvodu postupující pandemie nemoci covid-19 vešel ze dne na den v platnost zákaz konání jakýchkoliv hromadných akcí. Nastal čas hledání nových termínů a příprava plánů B, C a postupně i D. Pro velkou část koncertů se podařilo najít náhradní podzimní termíny, jenže ani tyto měsíce nakonec nebyly pro živou kulturu o moc příznivější. Nakonec se na podzim podařilo uspořádat alespoň několik koncertů včetně vystoupení Avishai Cohen Trio, které si v Bobycentru užila téměř tisícovka diváků. V rámci hledání nových cest k publiku se začal rodit projekt JazzFestBrno on Screen – série video koncertů natočených ve spolupráci s Českou televizí.[zdroj?]

### 2021
I přes pokračující zákaz živých kulturních akcí viděly festivalové koncerty v první půlce roku desetitisíce lidí, a to prostřednictvím televizních obrazovek. Vznikly další koncertní záznamy, nechyběl ani online přenos na Mezinárodní den jazzu. V červnu dostala živá kultura konečně zelenou, což festival oslavil akcí JazzFestBrno pod širákem, jazzovou party uprostřed města s domácími talenty a Haroldem Lópezem-Nussou. Další novinkou se stal premiérový jazzový showcase, který představil odbornému publiku z celé Evropy to nejlepší z naší a rakouské scény. Světlo světa spatřilo festivalové vydavatelství Bivak Records. Dvacet let festival oslavil se starými známými – na třech scénách v Huse na provázku se během jediného dne představil tucet etablovaných kapel domácího jazzu. Některé koncerty se musely opět přesouvat, jiné se naopak podařilo zrealizovat téměř ze dne na den. To byl i případ Gregoryho Portera, jenž jubilejní 20. ročník festivalu zakončil stylovým koncertem v kostele sv. Jakuba.[zdroj?]